# Бањо (Алије)
Бањо (фр. Bagneux) насеље је и општина у централној Француској у региону Оверња, у департману Алије која припада префектури Мулен.
По подацима из 2011. године у општини је живело 315 становника, а густина насељености је износила 12,67 становника/km². Општина се простире на површини од 24,87 km². Налази се на средњој надморској висини од 212 метара (максималној 262 m, а минималној 192 m).

## Демографија
| 1962. | 1968. | 1975. | 1982. | 1990. | 1999. | 2011. |
| ----- | ----- | ----- | ----- | ----- | ----- | ----- |
| 258   | 293   | 240   | 234   | 276   | 280   | 315   |

График промене броја становника у току последњих година